# Dragulj
Dragulj je mineral, kamen (kot lapis lazuli) ali okamnela snov, ki jo lahko razrežemo ali odlomimo in obrusimo, nakar jo lahko uporabimo za zbiranje ali za izdelavo nakita.

## Dragulji (dragi kamni)
Najdemo jih med naravnimi rudninami, najdražji so minerali:
- ahat
- akvamarin
- ametist
- diamant
- granat
- opal
- peridot
- rodohrozit
- rubin
- safir
- smaragd
- topaz
- turkiz

Nekatere dragulje najdemo v magmatskih kamninah, druge pa v raznih zemljinah ali preperinah. Najdeni v naravi pa ti kamni še ne predstavljajo dragulja; potrebno je še veliko strokovnega dela, klanje, žaganje, brušenje, glajenje in poliranje, da bo dragulj zares zasijal v vsej svoji lepoti in barvi.

## Dragulji - organske snovi
Dragulj lahko nastane tudi iz nekaterih organskih snovi, kot na primer:
- jantar je fosilna smola
- korala je ostanek morske živali
- biser je iz notranje lupine-biserovine morske školjke
- gagat je trd, svetleč fosilni les, draguljarji ga uporabljajo od leta 1901.

## Dragulji- poldragi kamni
Poldragi kamni se vse bolj uporabljajo v draguljarstvu, najpogosteje se uporabijo:
- kremen
- beril
- nefrit
- turmalin
- cirkon

## Najpogosteje uporabljeni minerali v draguljarstvu
Med minerali se v draguljarstvu najšteviljčnejše uveljavljajo izomorfni minerali, to so minerali, ki imajo enake kristalne strukture, vendar različno kemično sestavo, to so sledeči poldragi kamni:
- almadin
- andradit
- grosular
- hidroglosular
- pirop
- rodolit
- spessarin
- uvarovit

## Poldragi kamni v Sloveniji
Slovenija ima kar precej meneralnega bogastva, vendar nahajališč dragih kamnov še niso našli, so pa našli nekaj poldragih kamnov in sicer;
- dravit, to je rjav turmalin- najdišče v bližini Dobrove pri Dravogradu,
- pohorski žad, to je zelen mineral- omfacit, najden na Pohorju,
- beli ahat, najden na Smrekovcu.

## Draguljarstvo v Sloveniji
To vrsto gospodarske dejavnosti v Sloveniji nimamo dovolj razvito. Močno zaostajamo za velikimi proizvajalci, tako klasičnega nakita, kot tudi modernega nakita, kljub temu da imamo vse danosti da bi to panogo lahko razvili. Razpolagamo s tehnologijo, oblikovalci, obrtniki in tudi nekaj manj >>lesenimi trgovci<<. Najbolj razvito tovrstno dejavnost v Evropi imajo države Nizozemska, Rusija, Italija, Francija, Švica, zunaj Evrope pa nekaj azijskih držav. Trenutno je edino podjetje, ki se s to dejavnostjo resno ukvarja, Zlatarna Celje.

## Znameniti dragulji

### Diamanti
- Koh-i-Noor (Gora luči) - Indija
- Zvezda tisočletja
- Mozaijev rdeči diamant
- Orlov
- Cullinan (diamant) (Zvezda Afrike)
- Steinmetzov rožnati diamant
- Predsednik Gavras - Brazilija, 1938
- Lev Nikolajevič Tolstoj - Rusija
- Voshod - Rusija
- Valerija Terješkova - Rusija
- Zlata Praga - Rusija
- 50 let SSSR
- Aliende - Rusija
- Marija - Rusija
- Maršal G. K. Žukov - Rusija
- Bolšaja medvedica - Rusija
- Zvezda Jakutije - Rusija
- Kulinin - Rusija
- Premier Main - Južnoafriška unija
- Šah - Rusija
- Tifany rumeni diamant - ZDA
- Saney - ZDA
- Vargas - ZDA